# تلمبه رشیدفرخی (ارزوئیه)
تلمبه رشیدفرخی یک منطقهٔ مسکونی در ایران است که در دهستان ارزوئیه واقع شده‌است. براساس سرشماری مرکز آمار ایران در سال ۱۳۹۵، تلمبه رشیدفرخی ۴۳ نفر جمعیت دارد.